# Asociación de Universidades de Lengua Portuguesa
La Asociación de Universidades de Lengua Portuguesa (AULP) es una ONG internacional que reúne a las instituciones de educación superior en Idioma portugués del mundo (Angola, Brasil, Cabo Verde, Guinea-Bissau, Mozambique, Portugal, Santo Tomé y Príncipe, Timor, y Macao). Promueve por la creación de la Universidad Virtual de Lengua Portuguesa, que contempla las bases de una futura Universidad de Países de Lengua Portuguesa, dentro del alcance de la Comunidad de Países de Lengua Portuguesa (CPLP).

## Miembros

### Miembros titulares
Son instituciones de educación superior e investigación de países de habla portuguesa y Macao.
- Angola Instituto Superior Politécnico Alvorecer da Juventude - ISPAJ
- Angola Instituto Superior Politécnico Independente de Angola - ISPIA
- Angola Universidad Agostinho Neto - UAN
- Angola Universidad católica de Angola - UCAN
- Angola Universidad Gregório Semedo - UGS
- Angola Universidad Independente de Angola - UNIA
- Angola Universidad Jean Piaget de Angola - UNIPIAGET
- Angola Universidad Katyavala Bwila - UKB
- Angola Universidad Kimpa Vita - UNIKIVI
- Angola Universidad Lueji A'Nkonde - ULAN
- Angola Universidad Mandume ya Ndemufayo – UMN
- Angola Universidad Metodista de Angola - UMA
- Angola Universidad 11 de Novembro - UON
- Angola Universidad Óscar Ribas - UOR
- Angola Universidad Privada de Angola - UPRA
- Angola Universidad Técnica de Angola - UTANGA
- Brasil Centro Federal de Educação Tecnológica Celso Suckow da Fonseca - CEFET/RJ
- Brasil Centro Federal de Educación Tecnológica de Minas Gerais - CEFET/MG
- Brasil Centro Universitário Autônomo do Brasil - UNIBRASIL
- Brasil Liga de Ensino do Rio Grande do Norte - UNI/RN
- Brasil Fundação Oswaldo Cruz - FIOCRUZ
- Brasil Instituto Federal da Paraíba - IFPB
- Brasil Instituto Federal Farroupilha - IFFarroupilha
- Brasil Pontificia Universidad Católica de Campinas - PUC-Campinas
- Brasil Universidad Católica do Salvador - UCSAL
- Brasil Universidad de Integración Internacional de la Lusofonia Afro-Brasileña - UNILAB
- Brasil Universidad de Brasilia - UNB
- Brasil Universidad de Caxias do Sul - UCS
- Brasil Universidad de Itaúna - UIT
- Brasil Universidad de São Paulo - USP
- Brasil Universidad del Estado de Mato Grosso - UNEMAT
- Brasil Universidad del Estado de Río de Janeiro - UERJ
- Brasil Universidad del Sur de Santa Catarina - UNISUL
- Brasil Universidad de Vale do Rio dos Sinos - UNISINOS
- Brasil Universidad Estatal de Paraíba - UEPB
- Brasil Universidad Estatal de Campinas - UNICAMP
- Brasil Universidad Estatal de Santa Cruz - UESC
- Brasil Universidad Estatal Paulista - UNESP
- Brasil Universidad Federal de Bahía - UFBA
- Brasil Universidad Federal de Grande Dourados - UFGD
- Brasil Universidad Federal de Paraíba - UFPB
- Brasil Universidad Federal de Ciencias de la Salud de Porto Alegre - UFCSPA
- Brasil Universidad Federal de Goiás - UFG
- Brasil Universidad Federal de Mato Grosso - UFMS
- Brasil Universidad Federal de Mato Grosso do Sul - UFMS
- Brasil Universidad Federal de Minas Gerais - UFMG
- Brasil Universidad Federal de Ouro Preto - UFOP
- Brasil Universidad Federal de Pelotas - UFPEL
- Brasil Universidad Federal de Pernambuco - UFPE
- Brasil Universidad Federal de Roraima - UFRR
- Brasil Universidad Federal de Santa Catarina - UFSC
- Brasil Universidad Federal de São Carlos  - UFSCAR
- Brasil Universidad Federal de São João del-Rei - UFSJ
- Brasil Universidad Federal de Uberlândia - UFU
- Brasil Universidad Federal de Viçosa - UFV
- Brasil Universidad Federal del ABC - UFABC
- Brasil Universidad Federal de Acre - UFAC
- Brasil Universidad Federal del Amazonas - UFAM
- Brasil Universidad Federal de Ceará - UFC
- Brasil Universidad Federal de Espírito Santo - UFES
- Brasil Universidad Federal do Pampa - UNIPAMPA
- Brasil Universidad Federal de Pará - UFPA
- Brasil Universidad Federal de Paraná - UFPR
- Brasil Universidade Federal do Recôncavo da Bahia - UFRB
- Brasil Universidad Federal de Río de Janeiro - UFRJ
- Brasil Universidad Federal de Río Grande - FURG
- Brasil Universidad Federal de Río Grande do Norte - UFRN
- Brasil Universidad Federal de Río Grande do Sul - UFRGS
- Brasil Universidad Federal dos Vales do Jequitinhonha e Mucuri - UFVJM
- Brasil Universidad Federal Fluminense - UFF
- Brasil Universidad José do Rosário Vellano - UNIFENAS
- Brasil Universidad Presbiteriana Mackenzie - UPM
- Cabo Verde Instituto Superior de Ciências Económicas e Empresariais - ISCEE
- Cabo Verde Universidad de Cabo Verde - UNICV
- Cabo Verde Universidad do Mindelo - UNIMINDELO
- Cabo Verde Universidad Jean Piaget de Cabo Verde - UNIPIAGET
- Guinea-Bisáu Faculdade de Direito da Guiné-Bissau - FDGB
- Guinea-Bisáu Instituto Nacional de Estudos e Pesquisa - INEP
- Guinea-Bisáu Instituto Nacional para o Desenvolvimento da Educação - INDE
- Guinea-Bisáu Universidad Lusófona da Guiné - ULG
- Macao Instituto de Formação Turística - IFT
- Macao Instituto Internacional de Macau - IIM
- Macao Instituto Politécnico de Macau - IPM
- Macao Universidad da Cidade de Macau - UCM
- Macao Universidad de Macau - UM
- Macao Universidad de São José - USJ
- Mozambique Academia de Ciências Policiais - ACIPOL
- Mozambique Instituto Superior de Administração Pública - ISAP
- Mozambique Instituto Superior de Relações Internacionais de Moçambique - ISRI
- Mozambique Universidad católica de Mozambique - UCM
- Mozambique Universidad Eduardo Mondlane - UEM
- Mozambique Universidad Lúrio - UNILÚRIO
- Mozambique Universidad Pedagógica - UP
- Mozambique Universidad Politécnica de Moçambique - UPM
- Mozambique Universidad Técnica de Moçambique - UDM
- Mozambique Universidad Zambeze - UNIZAMBEZE
- Portugal Academia Militar - AM
- Portugal Camões - Instituto da Cooperação e Língua - IC
- Portugal Direção-Geral da Qualificação dos Trabalhadores em Funções Públicas - INA
- Portugal Escola Superior de Enfermagem de Coimbra - ESENFC
- Portugal Escola Superior de Hotelaria e Turismo do Estoril - ESHTE
- Portugal Escola Universitária Vasco da Gama - EUVG
- Portugal Instituto Politécnico de Guarda - IPG
- Portugal Instituto Politécnico de Beja - IPBEJA
- Portugal Instituto Politécnico de Bragança - IPB
- Portugal Instituto Politécnico de Castelo Branco - IPCB
- Portugal Instituto Politécnico de Coimbra - IPC
- Portugal Instituto Politécnico de Leiria - IPLEIRIA
- Portugal Instituto Politécnico de Lisboa - IPL
- Portugal Instituto Politécnico de Portalegre - IPPORTALEGRE
- Portugal Instituto Politécnico de Santarém - IPSANTARÉM
- Portugal Instituto Politécnico de Setúbal - IPS
- Portugal Instituto Politécnico de Tomar - IPT
- Portugal Instituto Politécnico de Viana do Castelo - IPVC
- Portugal Instituto Politécnico de Viseu - IPV
- Portugal Instituto Politécnico do Cávado e do Ave - IPCA
- Portugal Instituto Politécnico do Porto - IPP
- Portugal Instituto Universitário da Maia - ISMAI
- Portugal Instituto Universitário de Lisboa - ISCTE-IUL
- Portugal Universidad Aberta - UAB
- Portugal Universidad Autónoma de Lisboa - UAL
- Portugal Universidad Católica Portuguesa - UCP
- Portugal Universidad da Beira Interior - UBI
- Portugal Universidad da Madeira - UMA
- Portugal Universidad de Aveiro - UA
- Portugal Universidad de Coímbra - UC
- Portugal Universidad de Évora - UÉVORA
- Portugal Universidad de Lisboa - ULISBOA
- Portugal Universidad de Trás-os-Montes e Alto Douro - UTAD
- Portugal Universidad del Algarve - UALG
- Portugal Universidad del Miño - UM
- Portugal Universidad de Oporto - UP
- Portugal Universidad de las Azores - UAC
- Portugal Universidad Fernando Pessoa - UFP
- Portugal Universidad Lusíada de Lisboa - ULL
- Portugal Universidad Lusófona de Humanidades e Tecnologias - ULHT
- Portugal Universidad Nova de Lisboa - UNL
- Portugal Universidad Portucalense Infante D. Henrique - UPT
- Santo Tomé y Príncipe Instituto Universitário de Contabilidade, Administração e Informática - IUCAI
- Santo Tomé y Príncipe Universidad de São Tomé e Príncipe - USTP
- Timor Oriental Universidad Nacional de Timor Oriental - UNTL

### Miembros asociados
Instituciones de educación superior asociadas:
- Estados Unidos Universidad Brown - Departamento de Estudios Luso-Brasileños
- Estados Unidos Departamento de Lingüística de la Universidad de Cornell - CU
- Estados Unidos Departamento de Culturas Iberoamericanas, Universidad de Columbia - CU
- Estados Unidos Departamento de Español y Portugués, Escuela de Idiomas y Lingüística de la Universidad de Georgetown - Georgetown
- Estados Unidos Departamento de Español y Portugués / University of Texas Austin Brazil Center - UT Austin
- Francia Departamento de Estudios Portugueses y Brasileños, Universidad de Poitiers - UP
- Italia Centro de Estudios Lusófonos - Cátedra David Mourão Ferreira en la Universidad de Bari - UNIBA
- Macao Asociación de Promoción de la Educación de Macao - APIM
- Macao Instituto de Macao para Estudios Europeos - IEEM
- Portugal Unión de ciudades capitales luso-afroamericanas-asiáticas - UCCLA